# Fulbert Youlou
Fulbert Youlou (Madibou, 19 giugno 1917 – Madrid, 6 maggio 1972) è stato un politico e presbitero della Repubblica del Congo.
Nell'agosto 1960 divenne Presidente della Repubblica del Congo, primo a ricoprire questo incarico dopo l'indipendenza, rimanendovi fino all'agosto 1963.
Divenne sacerdote nel 1946 e dieci anni dopo decise di intraprendere la carriera politica, venendo eletto, nel 1956, sindaco di Brazzaville. A capo dell'UDDIA (Unione Democratica per la Difesa degli Interessi Africani), capeggiò il primo Governo parlamentare come Primo ministro dal dicembre 1958 al novembre 1959 e l'anno seguente fu eletto Presidente.
Nell'agosto 1963, dopo aver riscosso il malcontento del suo Paese a causa di una politica troppo nazionalista e di aver perso l'appoggio economico della Francia, all'epoca guidata da Charles de Gaulle, fu deposto da un colpo di Stato.
In seguito fu condannato agli arresti domiciliari e poi fu condannato a morte dal Tribunale del Popolo. Riuscì però a scappare e a rifugiarsi a Madrid, dove morì nel 1972.